# Коджа Мехмед Низамюддин-паша
Коджа Мехмед Низамюддин-паша (ум. 1439) — турецкий государственный деятель, великий визирь Османской империи при Мураде  II (1429—1438/39).

## Биография
Сын великого визиря Имамзаде Халил-паши, занимавшего должность в 1406—1413 годах.
В 1429—1438/39 годах в правление османского султана Мурада II Коджа Мехмед Низамюддин-паша занимал должность великого визиря.